# Pita Fanolua
Pita Fanolua junior (ur. 10 października 1996) – zapaśnik z Samoa Amerykańskiego walczący w obu stylach. Brązowy medalista mistrzostw Oceanii w 2016 roku.